# Amurosaurus

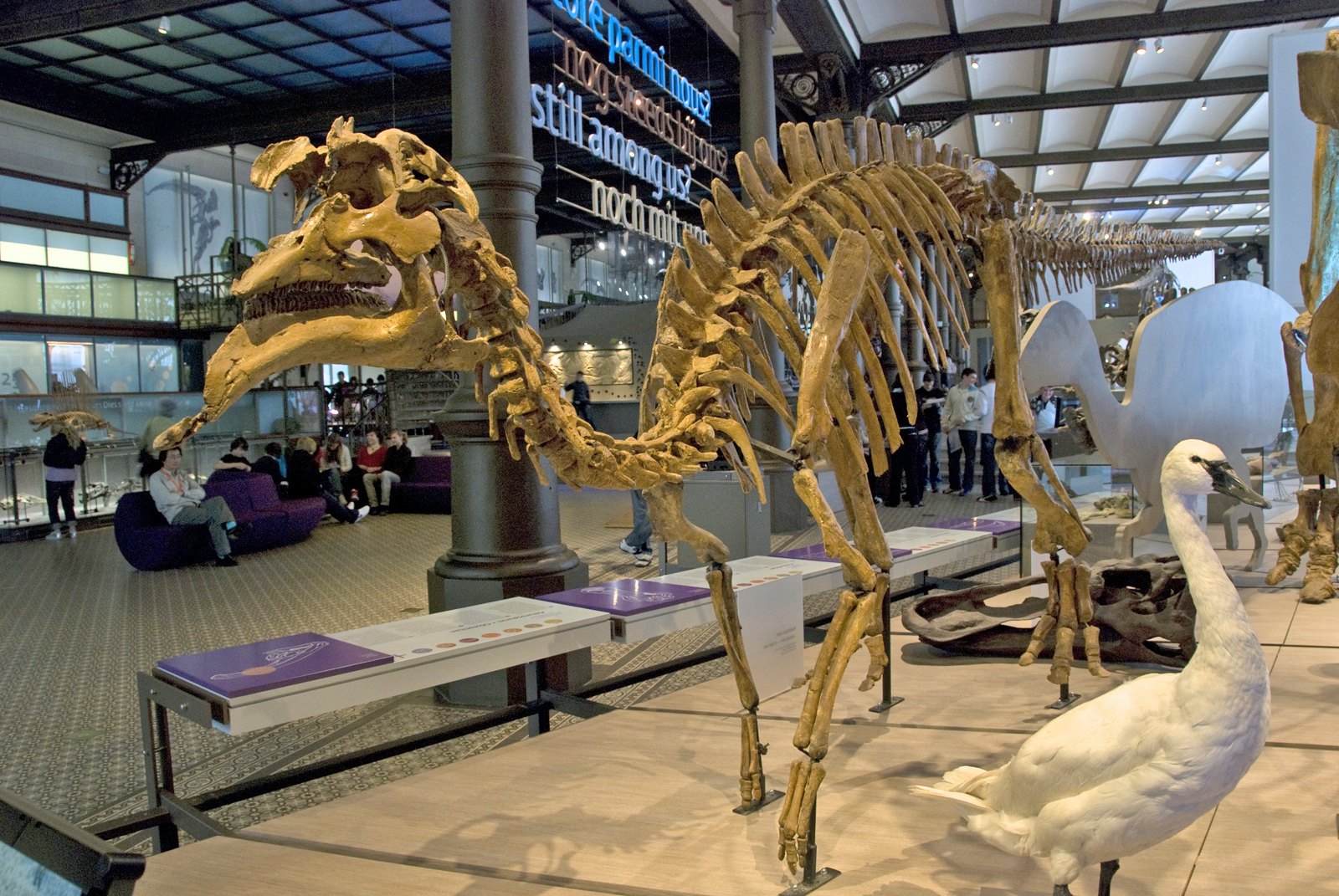
Az Amurosaurus csontvázának másolata Brüsszelben

Az Amurosaurus (nevének jelentése 'Amur-gyík') a lambeosaurina hadrosaurida dinoszauruszok egyik neme, amely a késő kréta korban élt Kelet-Ázsia területén. A legtöbb lambosaurinához hasonlóan főként két lábon járó, kacsacsőr formájú pofával és üreges fejdísszel rendelkező növényevő volt, bár a fejdísze nem került elő. Felnőtt példányainak fosszilizálódott csontjai ritkák, de egy kifejlett példány hossza valószínűleg elérte a 6 métert.
Első leírását az orosz őslénykutatók, Jurij Bolotszkij és Szergej Mihajlovics Kurzanov készítették el 1991-ben. A nem neve az Amur folyó nevéből és az ógörög σαυρος / szaürosz ('gyík') szó összetételéből származik. Az Amur (kínai nevén Hejlungcsiang (Heilongjiang), avagy 'Fekete sárkány folyó') az orosz-kínai határnál húzódik, az Amurosaurus lelőhelye pedig ennek közelében található. Egyetlen faja vált ismertté (az A. riabinini), melyet az Amur térségébe tartó első, 1916-os és 1917-es orosz expedíciókat vezető őslénykutató, Anatolij Rjabinyin tiszteletére neveztek el.

## Felfedezés és elnevezés
Az Amurosaurus valamennyi fosszíliáját egyetlen csontmederben fedezték fel 1984-ben, Blagovescsenszk határán belül, az Oroszország távol-keleti részén levő Amuri területen. A csontmeder az Udurcsukan-formációhoz, az orosz távol-kelet és Észak-Kína részét képező Tsagayan-csoport legrégebbi geológiai formációjához tartozik. A formáció korát a késő kréta kor maastrichti korszakára, 74–65 millió évvel ezelőttre teszik, bár a korszak tekintetében több elképzelés is létezik. Az üledék egy olyan folyó ártéri területét őrizte meg, amely a csontmederben véletlenszerűen elhelyezkedő, széttagolt, de jó állapotban megmaradt csontok és törékeny koponyaelemek alapján a tetemeket rövid távon sodorta magával. A csontmedernek csak kis részét tárták fel, de a talált maradványok 90%-a az Amurosaurushoz hasonló lambeosaurinákhoz, főként fiatal példányokhoz, illetve részben más taxonokhoz, például a Kerberosaurushoz hasonló hadrosaurinákhoz tartozott. A theropodák fogai is nagy mennyiségben kerültek elő, a csontokon pedig számos ragadozó, illetve dögevő által hagyott fognyomot találtak.

## Anatómia
A holotípus, avagy az eredeti példány csak egy felső állcsont és egy állkapocs bal oldalából áll, melyek egyetlen egyedhez tartoztak. A koponya többi csontja és a csontváz egyéb részei azonban szintén megőrződtek a csontmederben, bár más példányoktól származnak. Ez a később leírt további leletanyag az Amurosaurust a leggyakoribb és legteljesebb ismert orosz dinoszaurusszá tette.
Az Amurosaurust a koponya számos egyedi tulajdonsága (autapomorfiája) és a singcsont egyedi, elöl és oldalnézetből szigmoid formája jellemzi. A legtöbb ismert egyéb lambeosaurina a koponyája tetején egy üreges fejdísszel rendelkezett, és noha egy hasonló fejdíszt alkotó csontok e nem esetében nem váltak ismertté, a koponyatető csontjai ezek megtartásához módosultak, így feltételezhető, hogy az Amurosaurusnak is volt fejdísze. Mivel e jellemzők többségéről csak később, 2006 elején készült leírás, az Amurosauruson csak egyetlen kladisztikus elemzést végeztek, ami szerint a lambeosaurina hadrosauridák bazális, de a Tsintaosaurusnál vagy a Jaxartosaurusnál fejlettebb képviselője volt.

## Elterjedés
Minden ismert bazális lambeosaurina Ázsiából származik, ami ahhoz a feltételezéshez vezet, hogy a lambeosaurinák ezen a területen jelentek meg, és a Bering-szoroson keresztül terjedtek szét Észak-Amerikában. A két fejlettebb csoport, a parasaurolophinik (a Parasaurolophus és a Charonosaurus) és a corythosaurinik (a Corythosaurus és a Nipponosaurus) később fejlődtek ki. Mivel mindkét csoport tagjai felfedezhetők Észak-Amerikában és Ázsiában is, a szétterjedésnek a kialakulásuk után kellett végbe mennie, bár az, hogy ez pontosan milyen irányban történt, jelenleg még tisztázatlan.

## Fordítás
- Ez a szócikk részben vagy egészben az Amurosaurus című angol Wikipédia-szócikk ezen változatának fordításán alapul.  Az eredeti cikk szerkesztőit annak laptörténete sorolja fel. Ez a jelzés csupán a megfogalmazás eredetét és a szerzői jogokat jelzi, nem szolgál a cikkben szereplő információk forrásmegjelöléseként.